# Pandanus rollotii
Pandanus rollotii är en enhjärtbladig växtart som beskrevs av Ugolino Martelli. Pandanus rollotii ingår i släktet Pandanus och familjen Pandanaceae.
Artens utbredningsområde är Madagaskar. Inga underarter finns listade.